# Алпиарса
Алпиарса (порт.  Alpiarça; [aɫpi'aɾsɐ]) — посёлок городского типа в Португалии, центр одноимённого муниципалитета в составе округа Сантарен. Численность населения — 8 тыс. жителей (муниципалитет). Посёлок и муниципалитет входит в экономико-статистический регион Алентежу и субрегион Лезирия-ду-Тежу. По старому административному делению входил в провинцию Рибатежу.
Покровителем посёлка считается Санту-Эуштакиу (порт. Santo Eustáquio).
Праздник посёлка — 2 апреля.

## Расположение
Посёлок расположен в 9 км на восток от города Сантарен.
Муниципалитет граничит:
- на северо-востоке — муниципалитет Шамушка
- на востоке — муниципалитет Шамушка
- на юго-востоке — муниципалитет Алмейрин
- на юго-западе — муниципалитет Алмейрин
- на северо-западе — муниципалитет Сантарен

## Население
| 1920 | 1930 | 1960 | 1981 | 1991 | 2001 | 2004 |
| 8591 | 7550 | 7856 | 8120 | 7711 | 8024 | 8198 |

## История
Посёлок основан в 1914 году.